# 王桂荣 (1972年)
王桂荣（1972年12月—），安徽宿松人，现任中国农业科学院深圳农业基因组研究所所长。

## 生平
1996年毕业于安徽师范大学生物系。2002年于中国农业科学院研究生院获博士学位，同年入职中国农业科学院植物保护研究所。2005年至2010年，在美国范德比尔特大学做博士后研究。曾任中国农业科学院植物保护研究所植保生物技术研究室副主任、主任，植保生物技术中心主任，中国农业科学院农业基因组研究所副所长（主持工作）等职。2025年4月，任中国农业科学院基因组所所长。

## 学术贡献
主要从事害虫化学生态学和功能基因组学研究工作。主持国家杰出青年基金、国家自然科学基金重点项目、国家重点研发计划项目等课题多项，在PNAS、Current Biology等期刊发表论文150多篇，获授权国家发明专利10件。

## 社会兼职
中国昆虫学会常务理事、基因组学专业委员会副主任，中国植物保护学会常务理事、农业生物化学和分子生物学会理事。

## 荣誉
先后入选国家百千万人才工程、科技部中青年科技创新领军人才、中组部“万人计划”领军人才等，被授予国家有突出贡献中青年专家。2018年获批享受国务院政府特殊津贴。